# Belgische kampioenschappen indoor atletiek 2018
In 2018 werden de Belgische kampioenschappen indoor atletiek Alle Categorieën gehouden op zaterdag 17 februari in Gent.

## Uitslagen

### 60 m
| rang   | atleet               | prestatie |
| ------ | -------------------- | --------- |
| Goud   | Robin Vanderbemden   | 6,72 s    |
| Zilver | Kobe Vleminckx       | 6,80 s    |
| Brons  | Gaylord Kuba Di Vita | 6,83 s    |

| rang   | atlete         | prestatie |
| ------ | -------------- | --------- |
| Goud   | Manon Depuydt  | 7,49 s    |
| Zilver | Orphée Depuydt | 7,49 s    |
| Brons  | Imke Vervaet   | 7,51 s    |

### 200 m
| rang   | atleet            | prestatie |
| ------ | ----------------- | --------- |
| Goud   | Victor Hofmans    | 21,46 s   |
| Zilver | Christian Iguacel | 21,80 s   |
| Brons  | Jan Baal          | 22,80 s   |

| rang   | atlete               | prestatie |
| ------ | -------------------- | --------- |
| Goud   | Naomi Van den Broeck | 24,26 s   |
| Zilver | Noor Vidts           | 24,46 s   |
| Brons  | Kjenta Schets        | 24,79 s   |

### 400 m
| rang   | atleet           | prestatie |
| ------ | ---------------- | --------- |
| Goud   | Jonathan Sacoor  | 46,95 s   |
| Zilver | Michaël Rossaert | 47,12 s   |
| Brons  | Tim Rummens      | 48,35 s   |

| rang   | atlete                 | prestatie |
| ------ | ---------------------- | --------- |
| Goud   | Camille Laus           | 54,11 s   |
| Zilver | Hanne Claes            | 54,34 s   |
| Brons  | Cynthia Bolingo Mbongo | 54,47 s   |

### 800 m
| rang   | atleet            | prestatie |
| ------ | ----------------- | --------- |
| Goud   | Eliott Crestan    | 1.49,53   |
| Zilver | Aurèle Vandeputte | 1.51,17   |
| Brons  | Pieter Sisk       | 1.52,13   |

| rang   | atlete           | prestatie |
| ------ | ---------------- | --------- |
| Goud   | Eléa Henrard     | 2.09,77   |
| Zilver | Riet Vanfleteren | 2.11,02   |
| Brons  | Camille Muls     | 2.11,84   |

### 1500 m
| rang   | atleet           | prestatie |
| ------ | ---------------- | --------- |
| Goud   | Tarik Moukrime   | 3.43,46   |
| Zilver | Oussama Lonneux  | 3.50,28   |
| Brons  | Joachim Cardillo | 3.52,10   |

| rang   | atlete          | prestatie |
| ------ | --------------- | --------- |
| Goud   | Anne Schreurs   | 4.32,56   |
| Zilver | Lotte Hellinckx | 4.34,41   |
| Brons  | Hanne Reynaert  | 4.37,43   |

### 3000 m
| rang   | atleet              | prestatie |
| ------ | ------------------- | --------- |
| Goud   | Cedric Van de Putte | 8.27,49   |
| Zilver | Jonas Sergooris     | 8.28,88   |
| Brons  | Sander Verminck     | 8.29,81   |

### 5000 m snelwandelen/3000 m snelwandelen
| rang   | atleet          | prestatie |
| ------ | --------------- | --------- |
| Goud   | Dirk Bogaert    | 27.28,47  |
| Zilver | Pierre Vancolen | 27.47,98  |
| Brons  | Peter Van Hove  | 28.12,02  |

| rang   | atlete            | prestatie |
| ------ | ----------------- | --------- |
| Goud   | Annelies Sarrazin | 16.12,75  |
| Zilver | Liesbet De Smet   | 16.55,10  |
| Brons  | Perline Fallais   | 18.40,63  |

### 60 m horden
| rang   | atleet           | prestatie |
| ------ | ---------------- | --------- |
| Goud   | Quentin Ruffacq  | 7,87 s    |
| Zilver | Dario De Borger  | 7,87 s    |
| Brons  | Niels Pittomvils | 8,06 s    |

| rang   | atlete           | prestatie |
| ------ | ---------------- | --------- |
| Goud   | Eline Berings    | 8,10 s    |
| Zilver | Sarah Missinne   | 8,27 s    |
| Brons  | Nafissatou Thiam | 8,35 s    |

### Verspringen
| rang   | atleet            | prestatie |
| ------ | ----------------- | --------- |
| Goud   | Corentin Campener | 7,72 m    |
| Zilver | François Grailet  | 7,09 m    |
| Brons  | Jeroen Gonnissen  | 7,08 m    |

| rang   | atlete           | prestatie |
| ------ | ---------------- | --------- |
| Goud   | Hanne Maudens    | 6,45 m    |
| Zilver | Nafissatou Thiam | 6,28 m    |
| Brons  | Bo Nijs          | 5,90 m    |

### Hink-stap-springen
| rang   | atleet            | prestatie |
| ------ | ----------------- | --------- |
| Goud   | Leopold Kapata    | 15,37 m   |
| Zilver | Nicolas Thomas    | 14,69 m   |
| Brons  | Yves Pausenberger | 14,39 m   |

| rang   | atlete           | prestatie |
| ------ | ---------------- | --------- |
| Goud   | Saliyya Guisse   | 12,58 m   |
| Zilver | Sietske Lenchant | 12,58 m   |
| Brons  | Elsa Loureiro    | 12,53 m   |

### Hoogspringen
| rang   | atleet        | prestatie |
| ------ | ------------- | --------- |
| Goud   | Thomas Carmoy | 2,19 m    |
| Zilver | Bram Ghuys    | 2,17 m    |
| Brons  | Lars Van Looy | 2,07 m    |

| rang   | atlete            | prestatie |
| ------ | ----------------- | --------- |
| Goud   | Hanne Van Hessche | 1,85 m    |
| Zilver | Noor Vidts        | 1,74 m    |
| Brons  | Zita Goossens     | 1,68 m    |

### Polsstokhoogspringen
| rang   | atleet                  | prestatie |
| ------ | ----------------------- | --------- |
| Goud   | Arnaud Art              | 5,50 m    |
| Zilver | Ben Broeders            | 5,30 m    |
| Brons  | Thomas Van Der Plaetsen | 5,20 m    |

| rang   | atlete          | prestatie |
| ------ | --------------- | --------- |
| Goud   | Fanny Smets     | 4,10 m    |
| Zilver | Elien Vekemans  | 4,05 m    |
| Brons  | Melanie Vissers | 3,85 m    |

### Kogelstoten
| rang   | atleet           | prestatie |
| ------ | ---------------- | --------- |
| Goud   | Philip Milanov   | 17,67 m   |
| Zilver | Ilya Defrère     | 16,40 m   |
| Brons  | Stijn Spilliaert | 16,38 m   |

| rang   | atlete           | prestatie |
| ------ | ---------------- | --------- |
| Goud   | Yoika De Pauw    | 13,71 m   |
| Zilver | Sietske Lenchant | 13,29 m   |
| Brons  | Elena Defrère    | 12,80 m   |

1985 ·
1986 ·
1987 ·
1988 ·
1989 ·
1990 ·
1991 ·
1992 ·
1993 .
1994 ·
1995 .
1996 ·
1997 ·
1998 .
1999 ·
2000 .
2001 · 
2002 · 
2003 · 
2004 · 
2005 · 
2006 · 
2007 · 
2008 · 
2009 · 
2010 · 
2011 · 
2012 · 
2013 · 
2014 ·
2015 ·
2016 ·
2017 ·
2018 ·
2019 ·
2020 ·
2021 ·
2022 ·
2023 ·
2024 ·
2025